# Donkere zomerzandbij
De donkere zomerzandbij (Andrena nigriceps) is een vliesvleugelig insect uit de familie Andrenidae. De wetenschappelijke naam van de soort is voor het eerst geldig gepubliceerd in 1802 door William Kirby.